# Daniele Guerreiro
Daniele Cristina Figueiredo Fontoura, mais conhecida como Daniele Guerreiro (Mesquita, 13 de junho de 1977) é uma política brasileira.
Casada com o ex prefeito de Mesquita, Gelsinho Guerreiro, foi eleita deputada estadual para a legislatura 2015–2019. Inicialmente, teve sua candidatura impugnada pelo TRE-RJ, por suposto abuso de poder econômico, mas ao fim acabou tendo a condenação revertida pelo Tribunal Superior Eleitoral, sendo ao final diplomada.
Em abril de 2015, votou a favor da nomeação de Domingos Brazão para o Tribunal de Contas do Estado do Rio de Janeiro, nomeação que foi muito criticada na época.
No dia 20 de fevereiro de 2017, foi uma dos 41 deputados estaduais a votar a favor da privatização da CEDAE. Em 17 de novembro de 2017, votou pela revogação da prisão dos deputados Jorge Picciani, Paulo Melo e Edson Albertassi, denunciados na Operação Cadeia Velha, acusados de integrar esquema criminoso que contava com a participação de agentes públicos dos poderes Executivo e do Legislativo, inclusive do Tribunal de Contas, e de grandes empresários da construção civil e do setor de transporte.